# Lauenförde
Der Flecken Lauenförde ist eine Gemeinde im Süden von Niedersachsen (Deutschland) und gehört zur Samtgemeinde Boffzen des Landkreises Holzminden.

## Geographie

### Lage
Lauenförde (Niedersachsen) liegt am Oberlauf der Weser, am Südwestfuß des Solling und etwa 4 km westnordwestlich des bei den Hannoverschen Klippen gelegenen Dreiländerecks Hessen–Niedersachsen–Nordrhein-Westfalen. Die nächsten Ortschaften sind Beverungen (Nordrhein-Westfalen) am gegenüberliegenden Weserufer, Würgassen, Herstelle (beide Stadt Beverungen), Bad Karlshafen (Hessen) und Meinbrexen (gehört als Ortsteil zu Lauenförde). Zu Lauenförde zählt die östlich oberhalb der Ortschaft liegende Bauerschaft Brüggefeld.

### Geologie
Lauenförde liegt – wie viele Gemeinden westlich des Sollings und östlich der Weser – auf Schichten des mittleren und unteren Buntsandsteins der unteren Trias. Diese für diese Region typischen terrestrischen Sedimentgesteine sind überwiegend rötlich gefärbt und können an vielen Aufschlüssen gesehen werden. Der mittlere Buntsandstein unterteilt sich in die 100 m mächtige Hardegsen-Folge, welche von der ebenfalls 100 m mächtigen Detfurth-Folge unterlagert wird. Von 200 m bis etwa 430 m Teufe findet sich die Volpriehausen-Folge. Von 430 m bis 890 m Teufe überlagert der untere Buntsandstein das Zechstein, welches sich dort vor etwa 245–260 Millionen Jahren abgelagert hat.

## Geschichte

### Entstehung und Neuzeit
Wahrscheinlich hat sich Lauenförde als Burgflecken entwickelt. Zuerst wurde eine Burg errichtet, von der 1348 berichtet wird, dass Herzog Ernst von Braunschweig-Göttingen das Erbburglehen uppe deme hus to Lewevord an drei Brüder derer von Hagen vergab. Dies ist die erste schriftliche Nachricht über Lauenförde. Die nicht mehr erhaltene Burg diente den welfischen Herrschern als Gegenstück zu der unmittelbar gegenüber der Weser gelegenen Burg Beverungen des Bischofs von Paderborn, es ist allerdings nicht sicher, welche der beiden Burgen zuerst errichtet wurde. Der Ort Lauenförde wird erstmals 1447 als Lewenfurde schriftlich erwähnt, als er im Zusammenhang mit der Soester Fehde in Brand gesetzt wurde. Es lag im Fürstentum Calenberg und hatte ein eigenes Gericht mit sehr kleinem Gerichts- bzw. Amtsbezirk, der im 19. Jahrhundert in das Amt Nienover eingegliedert wurde. Durch die verkehrsgünstige Lage an der Weserfurt konnten sich seit dem Spätmittelalter einige Handwerker und Schiffer im Ort ansiedeln, seit 1534 war Lauenförde auch Weserzollstation, die heute noch vorhandene Kirche wurde 1569 gebaut. Neuen wirtschaftlichen Aufschwung brachte 1878 der Anschluss an das Eisenbahnnetz. Lauenförde erreichte aber nie die Größe und Bedeutung des benachbarten Beverungen. 1909 wurde eine Schule gebaut. 1956 wurde die Schule neu gebaut.
Bis 1932 noch zum Kreis Uslar gehörend, danach bis zum 31. Dezember 1972 zum Landkreis Northeim.
Von Juli 1950 bis Oktober 1986 war August Brinkmeier (1915–2016) Bürgermeister des Flecken Lauenförde.
1996 lebten 2.692 Einwohner in der Gemeinde.

### Lauenförde in den Medien
Am 22. Februar 2007 wurden in einem Vorgarten im Ortsgebiet von Lauenförde 110 Gramm angereichertes Uran gefunden. Bei dem Material handelte es sich um 14 Pellets zu je 7,8 Gramm Uran mit 3,7-prozentiger Anreicherung, wie sie für die Herstellung von Brennstäben verwendet werden. Der Eigentümer des Gartens hatte die zuständigen Behörden über Jahre hinweg über das radioaktive Material in Kenntnis gesetzt, war jedoch nicht ernst genommen worden. Die Pellets stammen wahrscheinlich aus dem ehemaligen Siemens-Werk in Hanau. Es konnte nicht aufgeklärt werden, auf welchem Wege die Pellets aus der Fabrik geschmuggelt wurden. Nach Angaben des Garteneigentümers hatte er die Pellets 1991 von einem Bekannten erhalten, der diese wiederum aus der 1995 stillgelegten MOX-Brennelementefabrik der Firma Siemens in Hanau entwendet hatte. Durch den Diebstahl und dessen Offenlegung habe er auf die mangelhafte Sicherheitslage in der Fabrik aufmerksam machen wollen.

### Eingemeindungen
Am 1. Januar 1973 wurde die Nachbargemeinde Meinbrexen eingegliedert.

## Religion

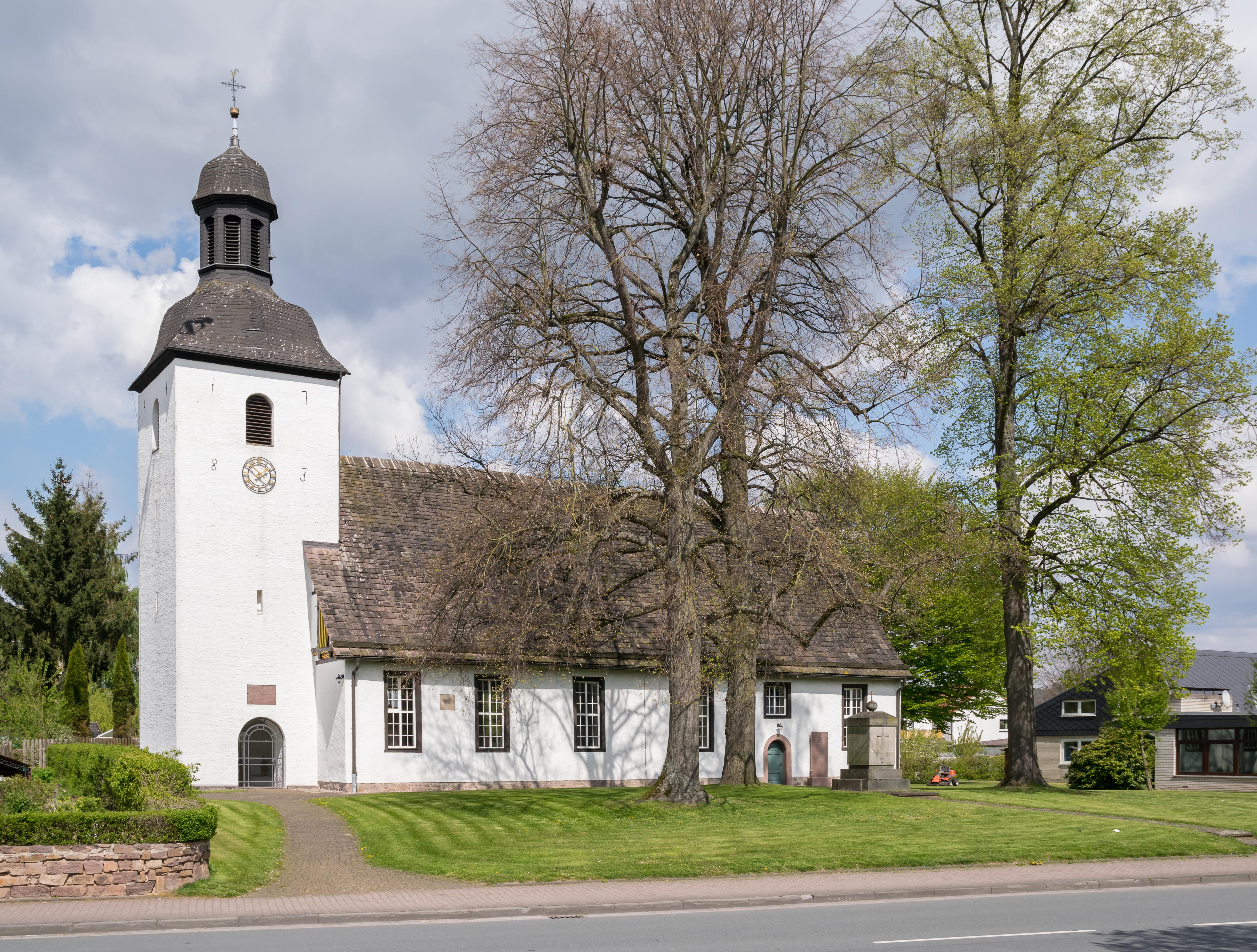
St.-Markus-Kirche

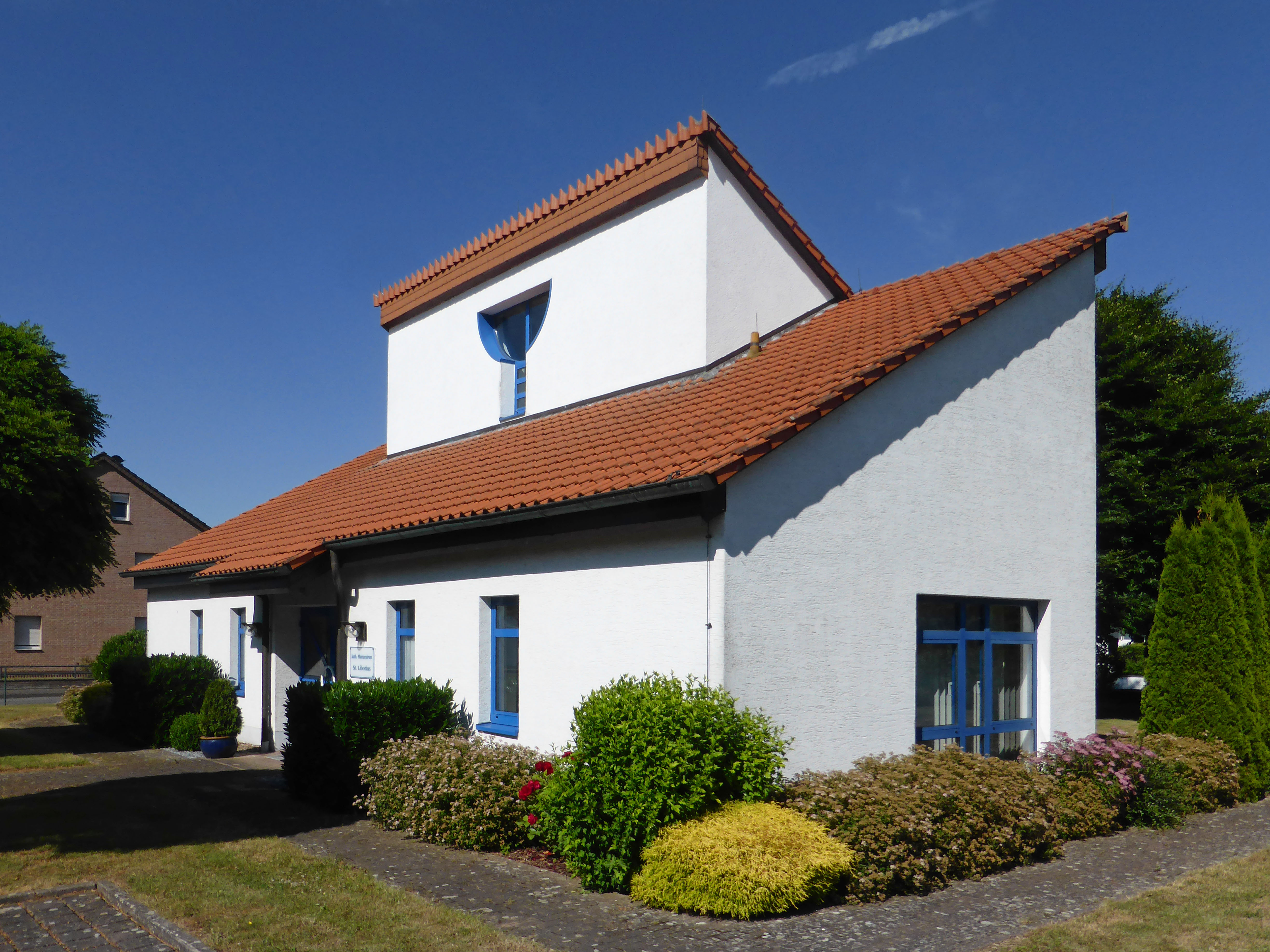
St.-Liborius-Gemeindezentrum

Lauenförde wurde durch die Reformation im 16. Jahrhundert protestantisch geprägt. 1569 bekam Lauenförde eine eigene Kirche, zuvor gingen seine Einwohner in Beverungen zum Gottesdienst. 1996, als die Kirche nach einer Renovierung wieder eingeweiht wurde, bekam sie das Patrozinium des Evangelisten Markus. Die St.-Markus-Kirche gehört zum Kirchenkreis Holzminden-Bodenwerder der Evangelisch-lutherischen Landeskirche Hannovers. Seit dem 1. Oktober 2017 gehört die Kirchengemeinde Lauenförde zur Evangelisch-lutherischen Trinitatis-Gesamtkirchengemeinde Solling-Weser.
Infolge der Flucht und Vertreibung Deutscher aus Mittel- und Osteuropa 1945–1950 siedelten sich im Weserbergland wieder Katholiken an. Die Katholiken in Lauenförde gehörten zunächst zur Pfarrvikarie Uslar, und seit 1963 zur Kuratie Boffzen. 1965 entstand in Lauenförde ein Kirchbauverein, und bereits 1966 folgte der Erwerb des Baugrundstücks. Aus finanziellen Gründen erfolgte erst am 25. August 1993 die Grundsteinlegung für das katholische Gemeindezentrum, das am 10. September 1994 durch Weihbischof Heinrich Machens eingeweiht wurde. Machens war früher Dechant des Dekanates Holzminden, zu dem Lauenförde damals gehörte. Das Gemeindezentrum trägt das Patrozinium des heiligen Bischofs Liborius, es entstand nach Entwürfen des Architekten Gerhard Kempkes aus Hildesheim und beinhaltet eine Kapelle, die das südlichste Gotteshaus des heutigen Dekanates Weserbergland im Bistum Hildesheim ist. Die Seelsorge in Lauenförde wird jedoch vom Geistlichen der Pfarrei Heiligste Dreifaltigkeit im nähergelegenen Beverungen, welches schon zum Erzbistum Paderborn gehört, ausgeübt.

## Politik

### Gemeinderat
Der Gemeinderat, der den Flecken Lauenförde vertritt, setzt sich aus 13 Mitgliedern zusammen. Bei der Kommunalwahl 2021 ergab sich folgende Sitzverteilung:
| Gemeinderat 2021Insgesamt 13 Sitze - SPD: 6 - Grüne: 2 - FDP: 2 - WGL: 3 |

### Bürgermeister
Bürgermeister ist Werner Tyrasa (SPD).
Gemeindedirektor ist Tino Wenkel.

### Wappen
| Wappen von Lauenförde | Blasonierung: „In Rot aus blauem Wellenschildfuß, der mit drei silbernen (weißen) Wellenleisten belegt ist, wachsend ein aufgerichteter blau gezungter, goldener (gelber) Löwe.“ |
| Wappen von Lauenförde | Wappenbegründung: Das 1927 vom Preußischen Staatsministerium verliehene Wappen erinnert mit dem Löwen an die frühere Zugehörigkeit zu verschiedenen Linien des Welfenhauses des Ortes mit dem Verwaltungsmittelpunkt Uslar seit der zweiten Hälfte des 13. Jahrhunderts; es stellt eine Nachbildung des Siegels des hannoverschen Amtes Lauenförde dar und basiert auf einem Abdruck eines Amtsprotokolls aus dem Jahr 1779. Der Schildfuß symbolisiert die Weser. Zusammen mit den Wellen symbolisiert der Löwe, ähnlich wie beim Flecken Lemförde die Ableitung des ehemaligen Amtes und Ortsnamens von Löwenfurt. |

### Flagge
|  | 00Hissflagge: „Die Flagge ist gelb-rot quergestreift mit dem aufgelegten Wappen in der Mitte zum Liek hin verschoben.“ |

## Wirtschaft und Infrastruktur

### Ansässige Unternehmen und Gewerbe
Holzverarbeitende Betriebe, Glasverarbeitung, Landmaschinenhandel sowie andere Mittelbetriebe, Landwirtschaft, Handwerk und Handel. Die holzverarbeitende Industrie ist mit der Schließung der Fa. Herlag vor wenigen Jahren fast bedeutungslos geworden. Noch vor 25 Jahren beschäftigte diese Firma, als einer der bekanntesten Kinderwagen- und Freizeitmöbelhersteller Europas, mit dem dazugehörigen Werk im benachbarten Beverungen über 800 Beschäftigte.
- Interpane Glas Industrie AG
- weber medical GmbH
- Möbelproduzent TECTA, seit 1956
- goebel-landmaschinen
- HolzHandel Lauenförde GmbH

### Verkehr

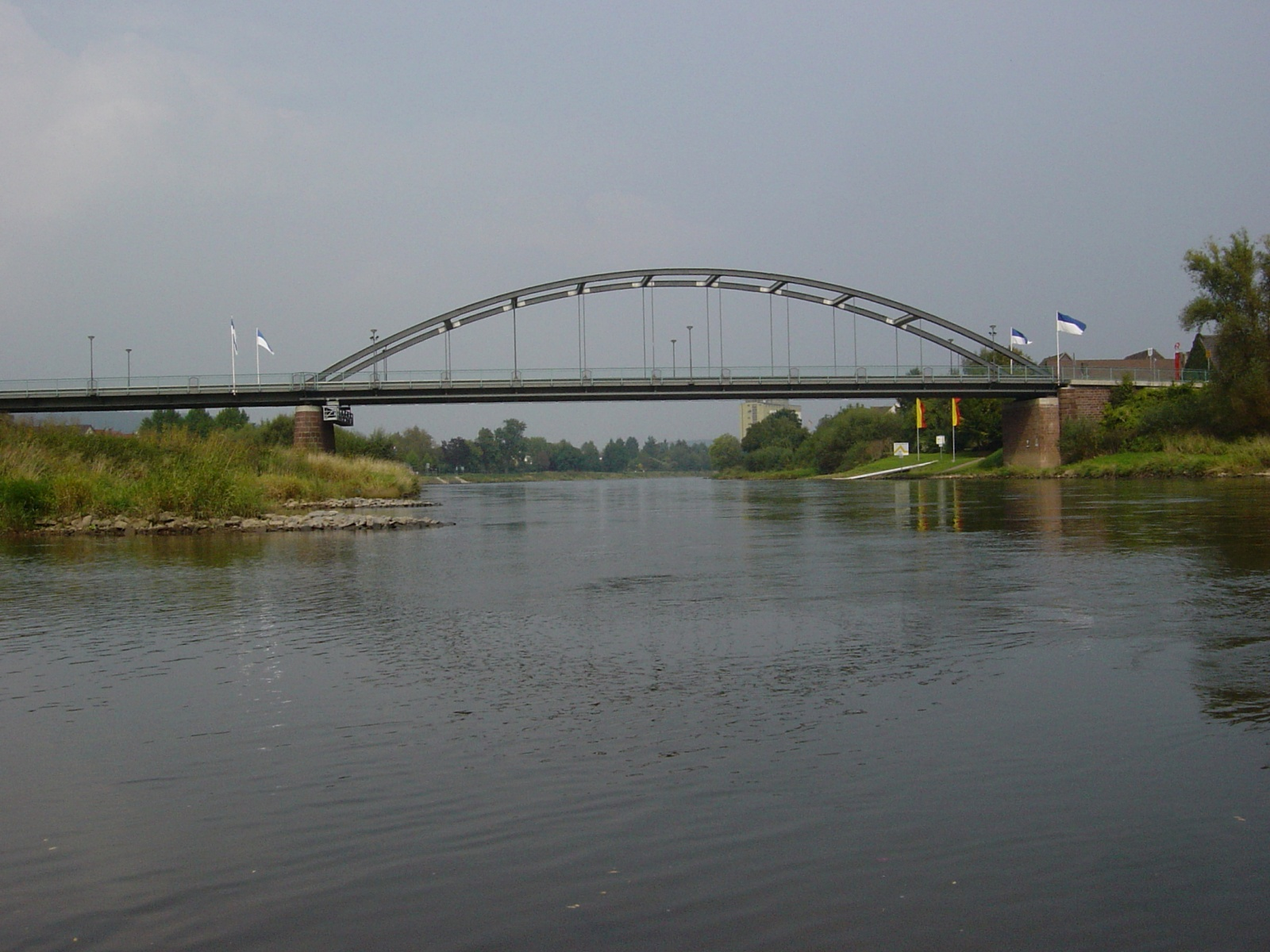
Die Bundesstraße 241 auf der Weserbrücke verbindet Lauenförde mit dem nordrhein-westfälischen Nachbarort Beverungen. Die Stabbogenbrücke wurde 1950 gebaut und 2020 durch einen Neubau ersetzt.

#### Straße
Die Bundesstraße 241, von Westen nach Osten von Warburg bis zum Harz verlaufend, führt durch den Flecken Lauenförde. Hierüber sind auch die Bundesautobahnen 7 und die Südharzautobahn 38 im Osten und die A 44 im Südwesten mittels Anschlussstellen erreichbar, wie auch die Bundesstraßen 3, 27, 64, 80 und 83. Der Abschnitt der B 241 zwischen Lauenförde und Hardegsen wurde erst zwischen 1828 und 1832 als Teil der nach Nörten-Hardenberg weiterführenden Solling-Chaussee ausgebaut.
Für Motorradfahrer ist Lauenförde nicht zuletzt aufgrund der bewaldeten und kurvenreichen Solling-Bergstrecke der B 241 sehr beliebt, die dennoch auch viele langgezogene Geraden aufweist.

#### Bootsverkehr
Über Beverungen besteht Anbindung im Weser-Personenbootsverkehr zwischen Hann. Münden und Hameln. In Lauenförde selbst gibt es einen kleinen Yachthafen und Kanu-Anleger.

#### Bahn
Die Bahnstation an der 1878 eröffneten, nicht elektrifizierten Sollingbahn heißt wegen der geringen Entfernung zum Nachbarort Lauenförde-Beverungen. Der Bahnhof in Lauenförde verfügt über ein Ausweichgleis für Zugkreuzungen; er wird durch ein Elektronisches Stellwerk in Göttingen gesteuert.
Auf der Strecke verkehren Nahverkehrszüge der Linie RB 85 im Stundentakt von Paderborn über die Bahnstrecke Altenbeken–Kreiensen nach Ottbergen, wo sie nach Holzminden-Kreiensen oder Bodenfelde-Göttingen geflügelt werden. Die Sollingbahn führt weiter über Bad Karlshafen nach Bodenfelde und von dort als Oberweserbahn zum Bahnhof Göttingen.

## Sehenswürdigkeiten

### Evangelisch-lutherische Kirche

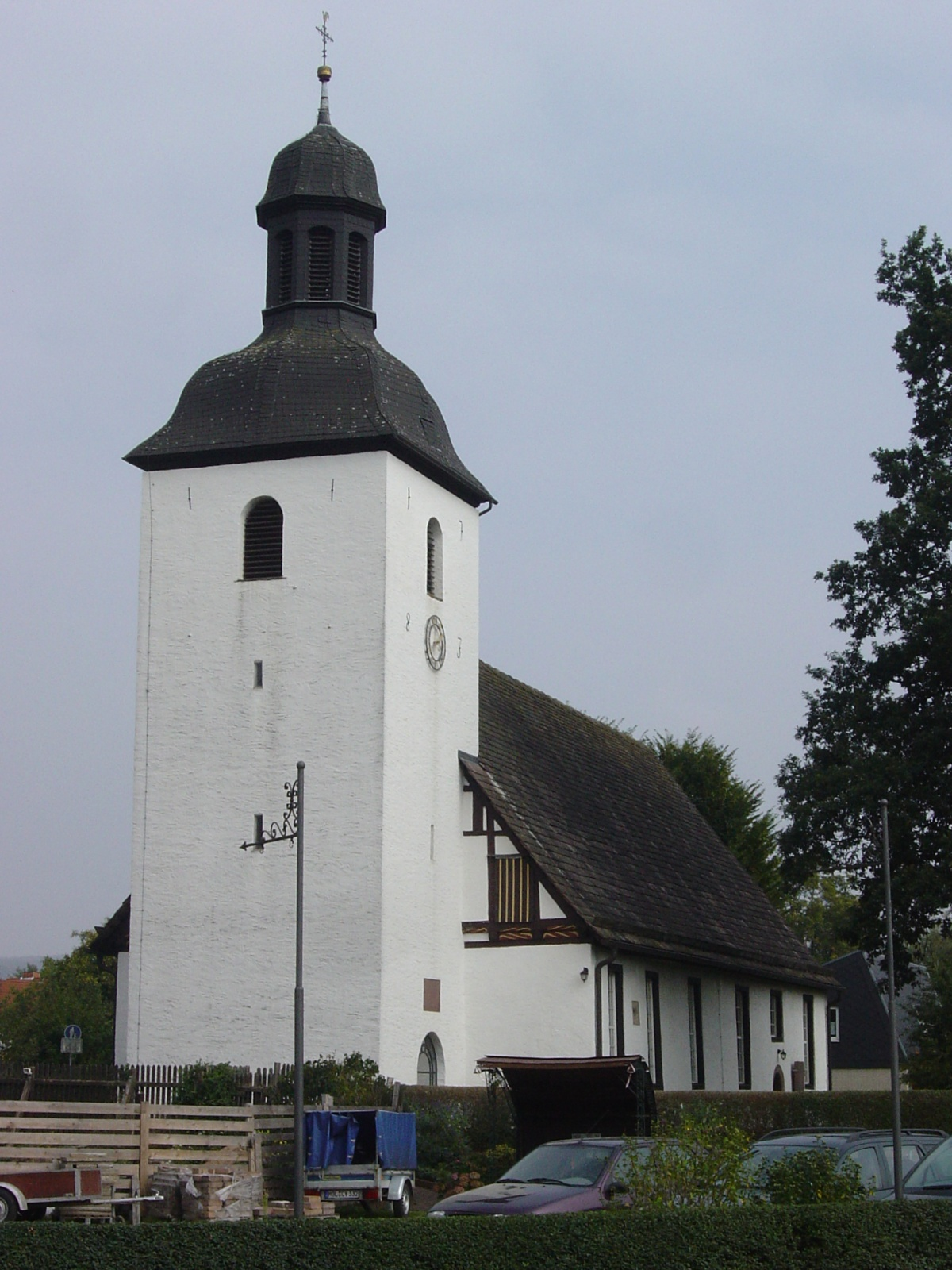
Kirche

Der Bau der St.-Markus-Kirche begann 1569 und Kirchenstifter war der Burgdroste Rabotto de Wrede, dessen Wappen auf dem Taufstein von 1581 zu sehen ist. Die Kirche wurde nach Osten 1664 erweitert. An der Westseite wurde 1783 der Kirchturm angebaut. 1962 bekam der Innenraum seine heutige Gestalt.

### Museen
Das Kragstuhlmuseum / TECTA-Archiv Lauenförde dokumentiert die Evolution modernen Möbeldesigns vom Stabrahmen über das Stabkreuz bis zur federnden Kragkonstruktion. Bis 2004 war es in Beverungen untergebracht.
- Urmodelle der Moderne
- Anonyme Aristokraten
- Kragstuhlsammlung
- Jean-Prouvé-Archiv
- Wewerka-Studio
- Alison & Peter-Smithson-Archiv

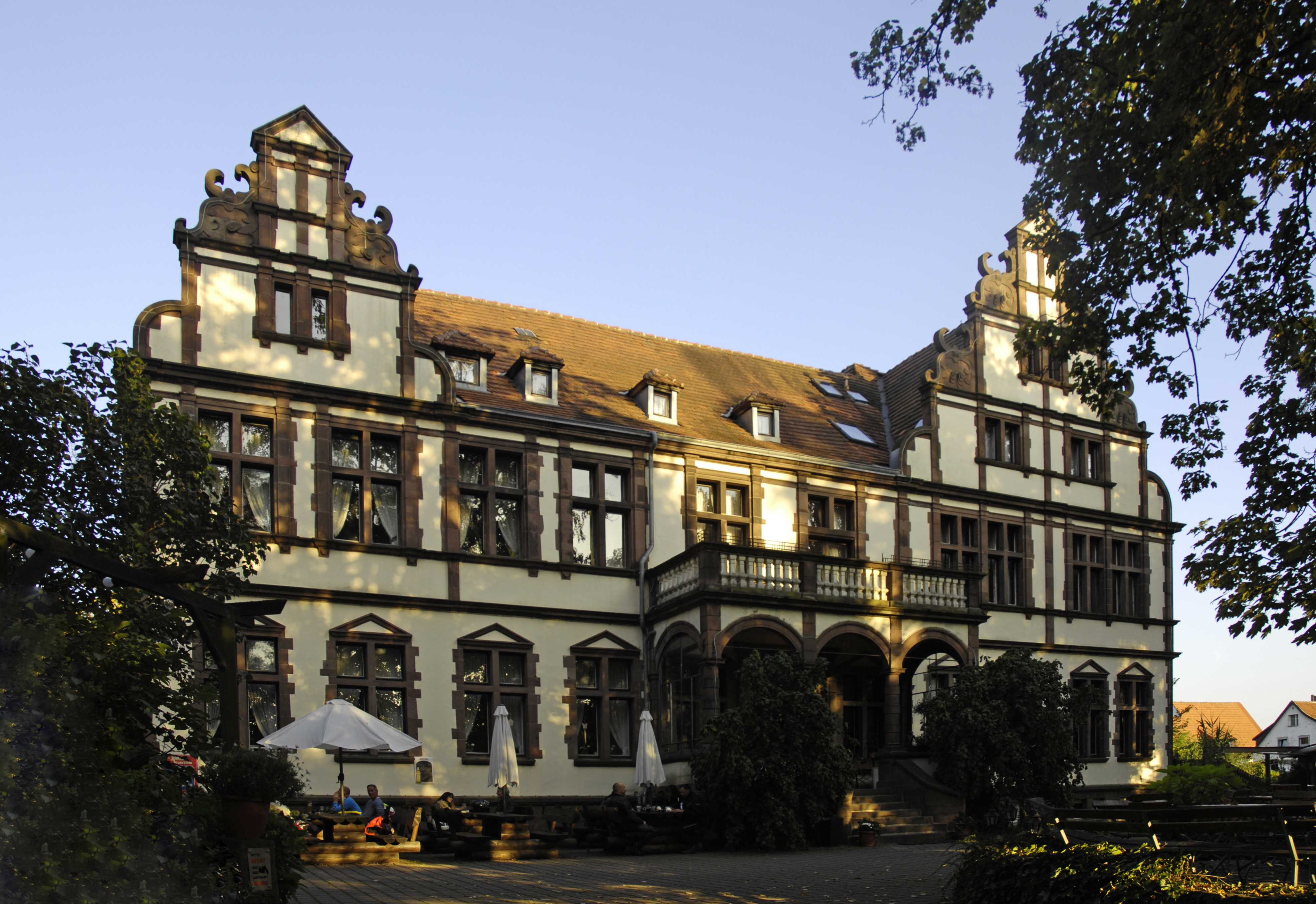
Das Motorradfahrerhotel Villa Löwenherz

Im Ort gibt es mit der 1905 erbauten Villa Löwenherz auch ein Motorradfahrerhotel. Vor der Villa Löwenherz befindet sich ein Stolperstein, benannt nach der jüdischen Bürgerin Toni Löwenherz (1876–1942) (Ehefrau des Kommerzienrats Hermann Löwenherz), die 1942 in ihrem Stadthaus in Göttingen, Friedländer Weg 26, den Freitod fand.

### Ehrenhain

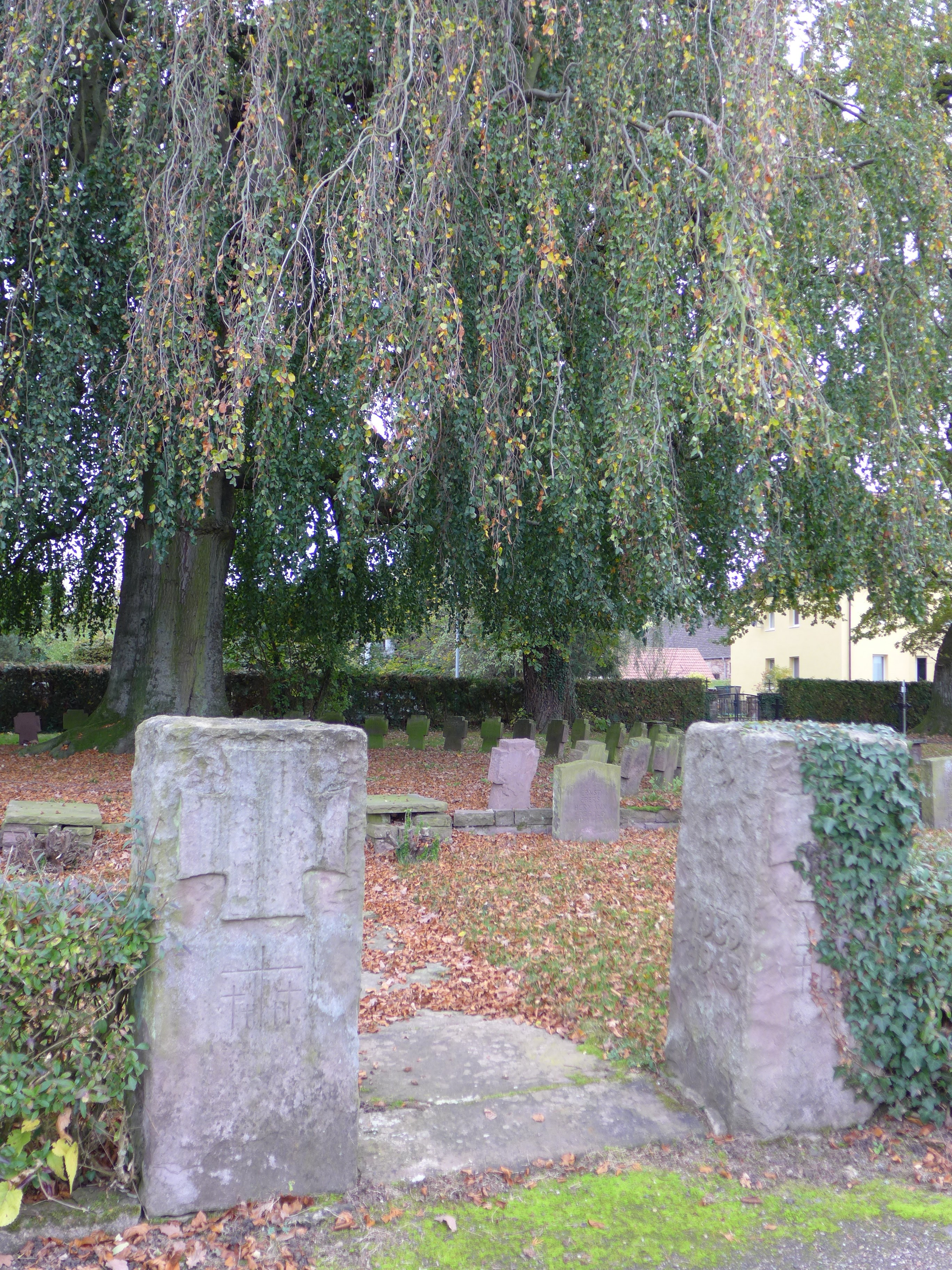
Ehrenhain für die Gefallenen

Auf dem evangelischen Friedhof ist ein Ehrenhain für die Weltkriegsgefallenen vorhanden.

### Jüdischer Friedhof
Der Jüdische Friedhof Lauenförde ist ein geschütztes Kulturdenkmal.

## Persönlichkeiten
- August Brinkmeier (1915–2016), Bürgermeister 1950 bis 1986 und Ehrenbürger (ab 1989)
- Hermann Löwenherz (1854–1916), Kommerzienrat, Unternehmer, Gründer der Löwenherz'schen Holzwarenfabrik (der späteren Herlag).[17]